# Новобатайский
Новобатайский — хутор в Кущёвском районе Краснодарского края.
Входит в состав Ильинского сельского поселения.

## География
Расположен в северной части Приазово-Кубанской равнины.
- ул. Адаменко.

## Население
| 2002 | 2010 |
| ---- | ---- |
| 78   | ↘43  |